# East Dorset
East Dorset – dawny dystrykt niemetropolitalny w hrabstwie Dorset w Anglii.
Dystrykt utworzony został 1 kwietnia 1974 roku. Funkcjonował do 1 kwietnia 2019 roku, kiedy to z połączenia pięciu dystryktów utworzona została jednostka typu unitary authority – Dorset.

## Miasta
- Ferndown
- Verwood
- Wimborne Minster

## Inne miejscowości
Alderholt, Colehill, Corfe Mullen, Cranborne, Gussage St Michael, Hampreston, Henbury, Horton, Moor Crichel, Shapwick, Sixpenny Handley, Sturminster Marshall, West Moors, Wimborne St Giles, Witchampton, Woodcutts.